# Fire Island (Film)
Fire Island ist eine romantische Komödie von Andrew Ahn, die am 3. Juni 2022 in das Programm von Hulu aufgenommen wurde.

## Handlung
Noah und Howie sind beste Freunde und verbringen ihren einwöchigen Sommerurlaub wie jedes Jahr auf Fire Island Pines. Sie wohnen dort im Haus von Erin, einer alten Kollegin, wo nach und nach weitere Freunde eintrudeln. Noah, der sonst immer für schnellen Sex zu haben ist, nimmt sich vor, darauf zu verzichten, bis Howie flachgelegt wird, da er glaubt, das werde in diesem Sexparadies garantiert bald geschehen. In der ersten Bar, die sie besuchen, lernt Howie den Kinderarzt Charlie kennen und ist von diesem sofort angetan.

## Produktion

### Filmstab, Besetzung und Dreharbeiten
Regie führte Andrew Ahn. Es handelt sich um seinen vierten Spielfilm. Seinen Debütfilm Spa Night stellte er im Januar 2016 beim Sundance Film Festival vor, wo dieser für den Grand Jury Prize nominiert war. Sein Film Driveways feierte im Februar 2019 im Rahmen der Internationalen Filmfestspiele Berlin seine Premiere. Fire Island ist eine moderne Rom-Com, die von Jane Austens Stolz und Vorurteil inspiriert ist.
Bowen Yang und Joel Kim Booster, die auch im wahren Leben beste Freunde sind, spielen Howie und Noah. Kim Booster schrieb auch das Drehbuch. James Scully spielt Howies neue Bekanntschaft Charlie und Michael Graceffa dessen Exfreund Rhys. Matt Rogers, Tomás Matos und Torian Miller spielen ihre Freunde Luke, Keegan und Max. In weiteren Rollen sind Margaret Cho als ihre Gastgeberin Erin, Conrad Ricamora als Will, Nick Adams als Cooper, Zane Phillips als Dex, Aidan Wharton als Braden, Peter Smith als Moses und Bradley Gibson als Johnny zu sehen. Einige der Darsteller hatten bereits für die Fernsehserien Shrill und I Love This For You gemeinsam vor der Kamera gestanden, andere für The Marvelous Mrs. Maisel.

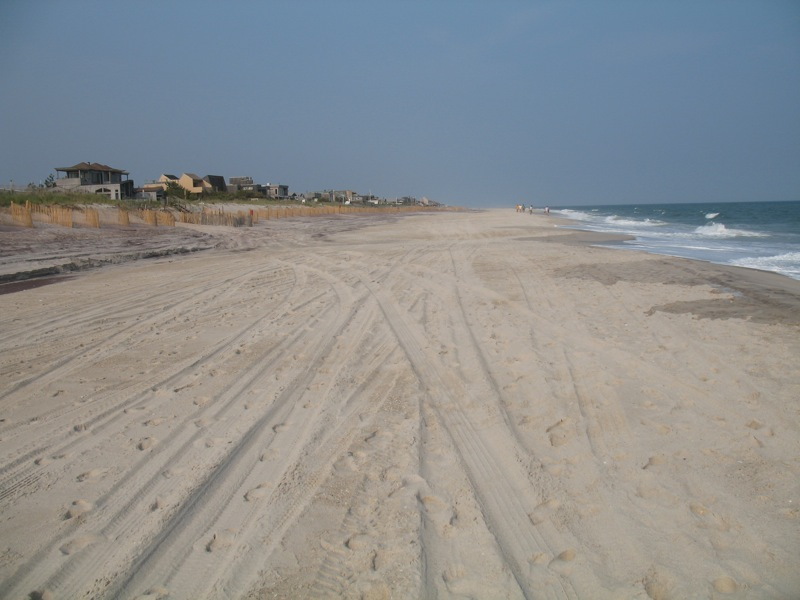
Noah und Howie verbringen ihren einwöchigen Sommerurlaub in Fire Island Pines

Die Dreharbeiten wurden im August 2021 begonnen und fanden an dem Weiler Fire Island Pines statt. Die Gegend gilt als das Lesben- und Schwulenviertel von Fire Island. Weitere Aufnahmen entstanden in Brooklyn. Als Kameramann fungierte Felipe Vara de Rey.

### Filmmusik und Veröffentlichung
Die Filmmusik komponierte Jay Wadley, mit dem Ahn bereits für Driveways zusammenarbeitete. Das Soundtrack-Album mit insgesamt 13 Musikstücken wurde am 3. Juni 2022 von Hollywood Records als Download veröffentlicht. Am gleichen Tag veröffentlichte Hollywood Records eine Coverversion der Indie-Pop-Band MUNA des Songs Sometimes von Britney Spears für den Film.
Am 3. Juni 2022 wurde Fire Island in das Programm von Hulu aufgenommen. Am gleichen Tag erfolgte beim Inside Out Toronto 2SLGBTQ+ Film Festival die offizielle Premiere. Ebenfalls im Juni 2022 wurde er beim Sydney Film Festival gezeigt. Im Oktober 2022 wird er beim Iris Prize LGBTQ+ Film Festival vorgestellt.

## Rezeption

### Altersfreigabe
In den USA erhielt der Film von der MPAA ein R-Rating, was einer Freigabe ab 17 Jahren entspricht.

### Kritiken
Der Film konnte 94 Prozent der bei Rotten Tomatoes aufgeführten Kritiker überzeugen. Auf Metacritic erhielt der Film einen Metascore von 72 von 100 möglichen Punkten.
Robert Daniels schreibt in der Los Angeles Times, in der ersten Hälfte verbiege sich Andrew Ahns Film, um heterosexuelle Zuschauer zu besänftigen, und sei daher umso schwächer. Die als Voice-Over gestalteten Lektionen über die schwule Subkultur und die Beschreibung von Fire Island als eine schwule Disney World nennt er „plump“. Wenn jedoch die erzählerischen Einflüsse von Pride and Prejudice eingefügt werden, finde Fire Island seinen Takt. Ähnlich wie in Ahns vorherigem Film Driveways bewege sich die Stimmung in einer Grauzone zwischen Humor und Trauer.

### Auszeichnungen
Artios Awards 2024
- Auszeichnung in der Kategorie „Fernsehfilm“ (Jessica Munks & Andrew Fem)[22]

Eddie Awards 2023
- Nominierung für den Besten Schnitt in einem Fernsehfilm (Brian A. Kates)[23]

Emmy 2023
- Nominierung als Bester Fernsehfilm

Gotham Awards 2022
- Auszeichnung mit dem Ensemble Tribute Award

Independent Spirit Awards 2023
- Nominierung für das Beste Debütdrehbuch[24]

Mill Valley Film Festival 2022
- Auszeichnung als Variety Screenwriters to Watch (Joel Kim Booster)[25]

Online Film & Television Association Awards 2022
- Auszeichnung als Bester Spielfilm[26]

People’s Choice Awards 2022
- Nominierung als Beste Filmkomödie[27]

Producers Guild of America Awards 2023
- Nominierung für den Award for Outstanding Producer of Televised or Streamed Motion Pictures[28]